# Elijah Velland
Elijah Guevarra Lloyd Velland (Amsterdam, 16 mei 2003) is een Nederlands voetballer van Surinaamse afkomst die als aanvaller voor ADO Den Haag speelt.

## Carrière
Elijah Velland speelde in de jeugd van AFC, AVV Zeeburgia en FC Utrecht. Velland debuteerde in het betaald voetbal voor Jong FC Utrecht op 9 augustus 2021, in de met 0-1 verloren thuiswedstrijd tegen MVV Maastricht. Hij kwam in de 79e minuut in het veld voor Nick Venema. Ook in de met 4-1 verloren uitwedstrijd tegen TOP Oss op 25 februari 2022 mocht hij invallen. In de zomer van 2022 vertrok hij transfervrij naar ADO Den Haag, waar hij een contract tot medio 2024 tekende. Hier speelt hij in het onder-21-elftal.

### Statistieken
| Seizoen                       | Club            | Land           | Competitie     | Competitie | Competitie | Totaal | Totaal |
| Seizoen                       | Club            | Land           | Competitie     | Wed.       | Dlp.       | Wed.   | Dlp.   |
| ----------------------------- | --------------- | -------------- | -------------- | ---------- | ---------- | ------ | ------ |
| 2021/22                       | Jong FC Utrecht | Nederland      | Eerste divisie | 2          | 0          | 2      | 0      |
| Carrièretotaal                | Carrièretotaal  | Carrièretotaal | Carrièretotaal | 2          | 0          | 2      | 0      |
| Bijgewerkt op 15 januari 2023 |                 |                |                |            |            |        |        |